# Eleccions generals espanyoles de 1822
Les eleccions generals espanyoles de 1822 es realitzaren en virtut del mandat constitucional que establia la renovació bianual automàtica de les Corts en unes dates fixes (començaments d'octubre per les juntes de parròquia, començaments de novembre per a les juntes de partit i començaments de desembre per a les de província) per a reunir finalment les Corts el 15 de febrer de l'any corresponent, en aquest cas el de 1822, durant el trienni liberal.

## Sistema electoral
Tenien dret a vot tots els homes majors de 21 anys aveïnats i residents en la parròquia corresponent, inclosos els eclesiàstics seculars. Podien ser escollits els homes majors de 25 anys, residents i veïns de la circumscripció que tinguessin una renda proporcionada procediente de béns propis. Per a l'elecció dels diputats es va utilitzar el sistema de vot majoritari en 33 circumscripcions amb més d'un diputat i diverses amb un de sol. Hi havia 3.215.460 inscrits per votar entre una població de 11.661.865 habitants.
S'elegiren 203 diputats, pràcticament tots liberals, amb una majoria "exaltada".